# 글로리아 게이너
글로리아 게이너(영어: Gloria Gaynor, 1943년 9월 7일 ~ )는 디스코 시대의 히트곡 "I Will Survive" (1978), "Let Me Know (I Have a Right)" (1979), "I Am What I Am" (1983), 그리고 그녀의 버전인 "Never Can Say Goodbye" (1974)로 가장 잘 알려진 미국의 가수이다.

## 같이 보기
- I Will Survive